# Phil du futur
Phil du futur (Phil of the Future) est une série télévisée américaine en 43 épisodes de 22 minutes, créée par Tim Maile et Douglas Tuber et diffusée entre le 18 juin 2004 et le 19 août 2006 sur Disney Channel.
En France, la série a été diffusée à partir de juillet 2005 sur France 2, sur Disney Channel et Disney XD.

## Synopsis
La famille Diffy, venant tout droit de l'an 2121, revenait de vacances depuis la période préhistorique, lorsqu'une panne de vaisseau temporel les a obligés à s'arrêter à notre époque. Et voici donc le début d'aventures et péripéties cocasses, dont devront se dépétrer les membres de la famille avec l'aide parfois de leurs gadgets futuristes.

## Distribution
- Ricky Ullman (VF : Elliott Weill) :  Phil Diffy
- Amy Bruckner (VF : Camille Donda) : Pim Diffy
- Alyson Michalka (VF : Karine Foviau) : Keely Teslow
- Craig Anton (VF : Patrick Borg) : Lloyd Diffy
- Lise Simms (VF : Dominique Vallée) : Barbara Diffy
- Kay Panabaker (VF : Kelly Marot) : Debbie Berwick
- J. P. Manoux (VF : Emmanuel Gradi) : M. Hackett / Curtis, l'homme des cavernes
- Brenda Song (VF : Nathalie Bienaimé) : Tia Fedichelli
- Evan Peters (VF : Emmanuel Garijo) : Seth Wosmer
- Rory Thost : Bradley Benjamin Farmer
- Juliet Holland-Rose : Via
- Brandon Mychal Smith : Lil Danny Dawkins
- Michael Mitchell : Owen
- Joel Brooks : M. Messerschmidt

- Version française
  - Studio de doublage : Dubbing Brothers
  - Direction artistique : Annabelle Roux
  - Adaptation : Nathalie Xerri

## Personnages

### Personnages principaux
- Phil Diffy : Phil Diffy est un adolescent de l'an 2121, coincé à notre époque. Il est apparemment le membre de la famille qui s'est adapté le mieux à la manière dont les choses se déroulent dans ce siècle. Phil doit fréquemment inventer diverses excuses pour cacher le fait qu'il vient du futur. Phil a beaucoup de gadgets futuristes; au moins un est utilisé par épisode de la série. Il passe quasiment tout son temps libre avec sa meilleure amie Keely Teslow.

- Pim Diffy : Pim Diffy est la petite sœur de Phil. Pim est une fille machiavélique qui fait constamment le contraire du bien. Elle essaie d'énerver Phil ou de le rendre malheureux dès qu'elle le peut. Elle est souvent avec un jeune garçon : Lil' Danny Dawkins.

- Keely Teslow : Keely Teslow est la meilleure amie de Phil. Elle est la seule personne (n'appartenant pas à la famille Diffy) qui sait que Phil vient du futur. C'est une fille énergique et pétillante, dont l'ambition est de devenir un reporter. Elle a l'air d'avoir le béguin pour Phil, et ce sentiment a l'air d'être réciproque; pourtant aucun des deux ne l'admettra avant l'épisode de la saison 2 "Back to the Future", quand ils décident d'être un couple et de démarrer une relation amoureuse. Elle utilise parfois les gadgets de Phil. On peut la remarquer dans la série grâce à ses nombreuses coupes de cheveux, et ses habits très colorés.

- Lloyd Diffy : Lloyd Diffy est le père un peu farfelu de Phil, qui tente de réparer la machine à voyager dans le temps. Il était ingénieur en 2121, et aime la musique ancienne. Il est paranoïaque : il pense constamment que le gouvernement est sur le point de se rendre compte que sa famille et lui viennent du futur. Dans ce siècle, il travaille dans une quincaillerie.

- Barbara Diffy : Barbara Diffy est la mère de Phil. Elle sait admirablement bien communiquer avec ses enfants : ils viennent souvent la consulter pour avoir son avis sur certains points, certaines situations. Elle est douce et gentille et laisse ses enfants se forger leur propre point de vue.

### Personnages récurrents
- Debora "Debbie" Berwick : une fille toujours exagérément heureuse et pimpante. Elle aime tout ce qui l'entoure, sauf le raisin. Dans le Spécial Halloween, on apprend qu'elle est en fait un dangereux cyborg ménager qui  a été faite par une société de cyborg. Elle était destinée à ne faire le bien et être toujours heureux, jusqu'à ce que finalement elle a un dysfonctionnement et tourne mal et essayer de "bien" asservir le monde (à partir de ses camarades de classe) dans les petits gâteaux de cuisson pour la charité. À la conclusion de l'épisode, Phil a été obligé de la faire fondre.

- Curtis : un homme des cavernes. Il s'est introduit dans la machine à voyager dans le temps des Diffy lors de leur excursion dans l'ère préhistorique, et est donc maintenant bloqué avec la famille de Phil en l'an 2005. Il vit dans leur maison. Il est souvent impliqué dans les plans diaboliques de Pim. Dans l'épisode "Phillin' In", on apprend qu'il aime beaucoup les Wallaberries (probablement une friandise de 2121).

- M. Hackett : il est le vice-principal de H.G Wells, et le nouveau voisin de Phil. Dans des épisodes plus récents, Hackett devient le professeur d'histoire de Pim, celui de science de Phil, le vice-principal et un conseiller pédagogique à H.G Wells. Son prénom est Neil. Plus tard, il soupçonne les Diffy de ne pas faire partie de son époque. Il en viendra même à suspecter que les Diffy sont des aliens, et appellera le FBI (appel qui se révélera inutile : pris de panique, il raccrochera).

- Tia : dans la saison 1, elle est la meilleure amie de Keely. C'est une fille joyeuse, exubérante et communicative. Tia déménagera de Pickford, par conséquent elle n'apparait pas dans la saison 2.

- Seth Wosmer : le 4e membre du groupe d'amis de Phil, Seth est un personnage attachant et un peu frappadingue. Dans un épisode de la saison 1, on apprend qu'il fait partie de l'équipe de billard de l'école. On ne le revoit pas dans la saison 2.

- Bradley Benjamin Farmer : membre de beaucoup de clubs de l'école, c'est le rival de Pim.

- Via : une nouvelle élève depuis le début de la saison 2, Via est la nouvelle meilleure amie de Keely. Via a un accent anglais. Le personnage de Via remplace celui de Tia.

- Owen : c'est un jeune garçon mignon et beau-parleur. Il est à la fois l'ami et le rival de Phil. Il a exceptionnellement confiance en lui, et est même parfois arrogant. Owen n'est dans la série que depuis la saison 2. Ce personnage remplace celui de Seth.

- Les « Fashion Zombies »: un groupe de filles riches et populaires, menées par Candida (Spencer Locke), dont le seul but est de rendre la vie de Pim impossible. Elles ne sont là que depuis la saison 2. Ces personnages de "Fashion Zombies" remplacent celui de Debbie.

- Lil Danny Dawkins : introduit dans la saison 2, il a vraisemblablement le béguin pour Pim, et elle-même semble apprécier passer du temps avec lui (sans aller jusqu'à en être amoureuse). Ce personnage remplace celui de Bradley.

- M. Messerschmidt : lui aussi introduit lors de la saison 2, il aime torturer les élèves de temps en temps, en leur imposant divers tests et contrôles très difficiles. C'est un professeur strict, mesquin et dur à H.G Wells. Ce personnage remplace celui de Mrs Winston.

## Commentaires

### La campagne de sauvetage de Phil du futur
Les fans de la série sont encouragés à envoyer régulièrement des fax, des courriels ou appeler Disney Channel pour montrer la demande importante d'une troisième saison, pour montrer à Disney que le support des fans est toujours présent. Un site de fan, Save Phil of the Future, organise des journées spéciales Save Phil  pour montrer leur demande du renouvellement de la série. D'autres informations sur la manière dont les fans peuvent aider sont disponibles dans la rubrique How To Help du site.

### Saisons

#### Saison 1
Phil Diffy, sa sœur Pim, sa mère Barbara, et son père Lloyd, viennent de l'an 2121. Un jour, ils louent une machine à voyager dans le temps pour les vacances; mais à cause d'un accident, restent bloqués en l'an 2004. La famille doit s'adapter à la vie du début du XXIe siècle, tout en s'assurant que personne ne se rende compte qu'ils viennent du futur ; en espérant qu'un jour Lloyd trouvera toutes les pièces manquantes pour la machine à voyager dans le temps et qu'ils pourront rentrer chez eux, en 2121. Keely Teslow est la meilleure amie de Phil, et la seule personne étrangère à la famille Diffy qui connaît leur secret.
Un épisode classique tourne autour de Phil et Keely. Une intrigue secondaire impliquant Pim est aussi présente dans chaque épisode.

#### Saison 2
La deuxième saison de Phil du futur continue le scénario de la famille Diffy bloquée dans le passé. Cependant, la série se trouve plus centrée sur les relations entre Phil Diffy et Keely Teslow et l'annonce d'une histoire d'amour entre les deux amis. 
Quelques épisodes prépondérants dans la deuxième saison :
- The Giggle : Phil utilise un gadget de recherche futuriste pour voir le futur de Keely.
- Virtu-Date : Phil est jaloux d'un robot quand Keely et lui vont tous les deux virtuellement dans le futur.
- Get Ready to Go-Go : Phil et Keely vont finalement au bal du lycée.
- Stuck in the Meddle with you : Keely essaie de mettre ensemble deux de ses camarades de classe.
- Back to the Future : Phil et sa famille retournent dans le futur, et Phil et Keely décident d'être un couple.

#### Changement de la saison 2
La saison 2 joue plus avec les gadgets futuristes, et met l'accent sur l'amitié entre Phil et Keely qui devient une relation plus intime, différente.
Les personnages de la saison 1 Tia, (l'amie de Keely), Seth Wosmer (l'ami de Phil), Debbie Berwick, (l'amie guillerette de Pim), et Bradley Benjamin Farmer ne sont plus dans le casting de la saison 2.

#### Distribution nouvelle
Brenda Song (Tia) joue la riche héritière London Tipton dans La Vie de palace de Zack et Cody.
Kay Panabaker qui interprété Debbie Berwick, a quitté la série lorsqu'elle a été engagée pour jouer Nikki Westerly dans la série de Warner Bros Summerland.
Evan Peters (Seth Wosmer) interprète maintenant Jesse Varon dans la série d'ABC : Invasion.

#### Personnages de la saison 2
La deuxième saison introduit de nouveaux personnages, qui sont un peu moins exubérants que les personnages de la saison 1. On y trouve : Owen le beau-parleur, Via, l'anglaise et la Mlle je-sais-tout, le nouveau camarade de Pim, Lil' Danny Dawkins et ses ennemies, les « Fashion Zombies », qui obéissent aux ordres de Candida, jouée par Spencer Locke.
Les personnages joués par J. P. Manoux sont aussi plus mis en valeur : Curtis, l'homme des cavernes, ainsi que le vice-principal Neil Hackett.
De plus, la deuxième saison comporte un générique de début flambant neuf. Enfin, Michael Curtis (Friends) et Roger S.H. Schulman (Living Single) ont été embarqués dans l'aventure en tant que producteurs exécutifs.

### Chanson du générique
La chanson du générique de Phil du futur a été écrite par John Adair et Steve Hampton. Elle est chantée par Loren Ellis et The Drew Davis Band , qui sont aussi les chanteurs du générique de La Vie de palace de Zack et Cody.

### Infos
- La série a été créée et produite par Douglas Tuber & Tim Maile (Lizzie McGuire). Ils l'ont quittée après la saison 1.
- Fred Savage, mieux connu pour son rôle de "Kevin Arnold" dans Les Années coup de cœur est un réalisateur/producteur de la série. Son frère Ben Savage de Incorrigible Cory est la guest-star de l'épisode "Time Release Capsule" (saison 2) dans son propre rôle.
- Dans My Way de la saison 1, ep. #7 (ep. #15 dans l'ordre de la série), Keely (Alyson Michalka) chante la chanson Protecting Me trois fois dans l'épisode. Cette chanson a été écrite par la petite sœur d'Alyson, Amanda. Une version plus longue peut être écoutée sur le premier album de Aly & AJ : Into the Rush.

## Produits dérivés

### DVD
- Gadgets et dérivés : Ce DVD contient 4 épisodes de la saison 1 de Phil du futur : Double Trouble, Age Before Beauty, My Way et Team Diffy, ainsi quedes bonus, comme le Cyber catalogue d'automne de 2121 et un commentaire audio de l'épisode Team Diffy avec Ricky Ullman.

- Les vacances de Disney Channel : Ce DVD contient les épisodes de vacances de vos séries de Disney Channel préférées. Il contient l'épisode Christmas Break de Phil of the Future, mais aussi des épisodes de Lizzie McGuire, La Guerre des Stevens, Phénomène Raven, La Vie de palace de Zack et Cody et Kim Possible.